# Work in Progress (Lucio Dalla e Francesco De Gregori)
Work in Progress è un album dal vivo di Lucio Dalla e Francesco De Gregori, pubblicato l'11 novembre 2010.
| Recensione | Giudizio |
| ---------- | -------- |
| All Music  |          |

## Descrizione
L'album è il riassunto di una lunga tournée che ha visto i due cantautori in giro per tutta Italia, ed è stato pubblicato a circa 30 anni di distanza da Banana Republic e ha raggiunto la quarta posizione in classifica.
È composto da varie canzoni note di entrambi, due inediti, un recitativo dell'attore Marco Alemanno e una versione studio di Generale, il tutto in due CD.
Gli inediti sono Non basta saper cantare e Gran turismo, scritte in occasione del tour.
La copertina del disco è un disegno di Mimmo Paladino che ha pure curato la scenografia del tour.
Esiste anche una versione dell'album con un DVD Back to Back, riassunto visivo dei vari concerti.

## Tracce
CD 1
1. Non basta saper cantare - 3:59 (testo di Francesco De Gregori; musica di Lucio Dalla e Francesco De Gregori)
2. Tutta la vita - 5:57 (testo e musica di Lucio Dalla)
3. Anna e Marco - 4:58 (testo e musica di Lucio Dalla)
4. Titanic - 4:41 (testo e musica di Francesco De Gregori)
5. La leva calcistica della classe '68 - 4:52 (testo e musica di Francesco De Gregori)
6. Canzone - 4:35 (testo di Lucio Dalla e Samuele Bersani; musica di Lucio Dalla)
7. Henna - 6:16 (testo e musica di Lucio Dalla)
8. La storia - 3:36 (testo e musica di Francesco De Gregori)
9. Gran turismo - 6:01 (testo di Francesco De Gregori; musica di Lucio Dalla e Francesco De Gregori)
10. Santa Lucia - 2:53 (testo e musica di Francesco De Gregori)
11. Nuvolari - 6:33 (testo di Norisso; musica di Lucio Dalla)
12. Viva l'Italia - 3:47 (testo e musica di Francesco De Gregori)
13. L'agnello di Dio - 4:57 (testo e musica di Francesco De Gregori)
14. La valigia dell'attore - 4:59 (testo e musica di Francesco De Gregori)

CD 2
1. La fine del Titanic - 3:29 (testo di Hans Magnus Enzensberger)
2. L'abbigliamento di un fuochista - 4:15 (testo e musica di Francesco De Gregori)
3. Disperato erotico stomp - 5:20 (testo e musica di Lucio Dalla)
4. Vai in Africa, Celestino! - 4:24 (testo e musica di Francesco De Gregori)
5. Piazza Grande - 3:13 (testo di Sergio Bardotti e Gianfranco Baldazzi; musica di Lucio Dalla e Rosalino Cellamare)
6. Come è profondo il mare - 6:42 (testo e musica di Lucio Dalla)
7. L'anno che verrà - 4:06 (testo e musica di Lucio Dalla)
8. A Pa' - 3:57 (testo e musica di Francesco De Gregori)
9. Futura - 5:23 (testo e musica di Lucio Dalla)
10. Rimmel - 3:57 (testo e musica di Francesco De Gregori)
11. Solo un gigolò - 5:44 (testo italiano di Lucio Dalla e Francesco De Gregori; testo originale di Julius Brammer; musica di Nello Casucci)
12. La donna cannone - 4:32 (testo e musica di Francesco De Gregori)
13. Caruso - 5:22 (testo e musica di Lucio Dalla)
14. Buonanotte fiorellino - 4:11 (testo e musica di Francesco De Gregori)
15. Generale - 4:39 (testo e musica di Francesco De Gregori)

## Formazione
- Lucio Dalla - voce e tastiera, sax e clarinetto
- Francesco De Gregori - voce, chitarra acustica, pianoforte e armonica
- Alessandro Arianti - pianoforte, tastiera e fisarmonica, cori, clarinetto,
- Paolo Giovenchi - chitarra elettrica ed acustica
- Fabio Coppini - pianoforte e tastiera
- Alessandro Valle - chitarra acustica ed elettrica, pedal steel guitar e mandolino
- Guido Guglielminetti - basso e contrabbasso, cori
- Maurizio Dei Lazzaretti - batteria
- Bruno Mariani - chitarra elettrica e cori
- Gionata Colaprisca - percussioni
- Emanuela Cortesi, Marco Alemanno - cori

## Classifiche
| Classifica (2010-2012) | Posizione massima |
| ---------------------- | ----------------- |
| Italia                 | 4                 |
| Svizzera               | 80                |

### Classifiche di fine anno
| Classifica (2010) | Posizione |
| ----------------- | --------- |
| Italia            | 40        |
| Classifica (2011) | Posizione |
| Italia            | 68        |
| Classifica (2012) | Posizione |
| Italia            | 81        |